# اپل میوزیک
اَپل موزیک (انگلیسی: Apple Music) یک سرویس پخش ترانه و نماهنگ است که توسط اپل ساخته و گسترش یافته‌است.
کاربران می‌توانند ترانه‌ها را برای پخش در دستگاه خود، به دلخواه‌شان گزینش کنند یا به لیست‌های پخش موجود، گوش دهند. این سرویس همچنین شامل ایستگاه‌های رادیویی اینترنتی دارای پیمان‌نامه با اپل یا ایستگاه‌های خود این شرکت نیز است که به صورت زنده در بیش از ۲۰۰ کشور به صورت ۲۴ ساعته، رایگان پخش می‌شوند. این سرویس در ۸ ژوئن ۲۰۱۵ پایه‌گذاری و در ۳۰ ژوئن ۲۰۱۵ راه‌اندازی شد. کاربران تازه با خرید محصول‌های گزینش‌شده، پیش از اینکه سرویس به اشتراک ماهانه نیاز داشته باشد، یک ماه سرویس آزمایشی رایگان یا شش‌ماهه رایگان دریافت می‌کنند.
در دسامبر ۲۰۱۶، شمار مشترکان اپل موزیک از مرز ۲۰ میلیون گذشت.
از ۵ مه ۲۰۲۳، پر پخش‌ترین آهنگ همه دوران در این اپ، شکل تو از اد شیرن با بیش از ۹۳۰ میلیون پخش در سراسر جهان است.
در ۸ نوامبر ۲۰۲۳، آگاهی‌رسانی شد که تیلور سوئیفت پرمخاطب‌ترین هنرمند زن در تاریخ این پلتفرم و همچنین هنرمند زنی است که بیشترین آهنگ‌ها را به ۱۰۰ آهنگ برتر روزانه جهانی رسانده است. در ۲۸ نوامبر ۲۰۲۳، اعلام شد که در این سال، تیلور سوئیفت پر شنونده‌ترین هنرمند اپل موزیک بود و به‌طور همزمان رکوردی تازه را برای بیشترین شنونده برای هر هنرمندی در یک سال، ثبت کرد.
اپل موزیک در مقایسه با ساوندکلود و اسپاتیفای دارای کاربران کمتری می‌باشد.